# 德尼亞泰法
德尼亞泰法，是西班牙中世紀一個摩爾人王國，統治範圍是華倫西亞海岸和伊维萨岛，巴利阿里群島。德尼亞是首都。由1010年生存至1227年。

## 歷史
德尼亞泰法成立於1010年，在後倭馬亞王朝分裂後產生，由被釋放的奴隸穆賈希達-阿米里創建，後者是哈里發的前高級官員，可能有斯拉夫血統(薩卡里巴)。這個王國有一個相對強大的海軍，泰法在1015年用來控制巴利阿里群島，從而入侵撒丁島。在該島北部建立了一個軍營一年，作為下一次襲擊比薩共和國的基地，但它被比薩和熱那亞的艦隊重新征服：在戰鬥中的穆賈希達的繼承人，阿里·伊克巴被俘虜，並且在1032年被贖回。在那個時期，泰法的船隻發動了幾次對利古里亞大區和托斯卡納海岸的襲擊。
在11世紀20年代，穆賈希達利用瓦倫西亞泰法的攝政的死亡來攻佔他那個王國的南部。在瓦倫西亞的阿卜杜勒·阿齊茲·伊本·阿米爾崛起之後，穆賈希德不斷與他作鬥爭，征服穆爾西亞，洛爾卡，奧里韋拉和埃爾切，將他的權力擴展到塞古拉河。通過薩拉戈薩的蘇萊曼·伊本·胡德的調解，他於1041年與瓦倫西亞簽署了和平條約。
在1227年，德尼亞泰法被阿拉貢王國合併。